# Phare de la Tour de Belém
Le phare de la Tour de Belém est un ancien phare qui était situé sur la Tour de belém de la freguesia de Belém un quartier de Lisbonne, dans le district de Lisbonne (Région de Lisbonne-et-Val-de-Tage au Portugal).

## Histoire
C'était une lanterne métallique posée sur un assemblage carré de 8 m de haut, peint en rouge. Elle avait été installée à l'extrémité sud de la terrasse du bastion devant la tour de Belém de style manuélin, achevé en 1520 et maintenant classée au patrimoine mondial de l'UNESCO.
Cette lanterne était la reproduction exacte d'une échauguette mauresque de l'édifice. Cette lanterne a été déplacée dans les Açores, à la freguesia de Santa Clara (pt) pour remplacer le phare de la jetée de Ponta Delgada qui avait été détruit par une violente tempête et a été inauguré le 15 juin 1945.
Identifiant : ARLHS : POR068.
|                             |
| Bastion de la tour de Belém |

|                  |
| La tour de Belém |

|             |
| Échauguette |

### Liens connexes
- Liste des phares du Portugal
- Phare de Santa Clara
- Tour de Belém